# Wolfgang U. Dressler
Wolfgang Ulrich Dressler (* 22. Dezember 1939 in Wien) ist ein österreichischer Linguist und emeritierter Universitätsprofessor an der Universität Wien. Seit 1989 ist er Obmann der Kommission für Linguistik und Kommunikationsforschung und seit 2010 Stellvertretender Direktor des Instituts für Corpuslinguistik und Texttechnologie der Österreichischen Akademie der Wissenschaften.

## Leben
Wolfgang U. Dressler wurde am 22. Dezember 1939 als Sohn von Obermagistratsrat Oskar Dressler und der Musikerin Elisabeth Dressler, geborene Groll, geboren. Dressler ist seit 1962 verheiratet und hat zwei Töchter.
Dressler studierte von 1957 bis 1962 Sprachwissenschaft und Klassische Philologie an der Universität Wien und schloss mit Mag. phil. und Dr. phil. ab. 1960–1961 studierte er in Rom, 1964–1965 in Paris. 1968 wurde er an der Universität Wien in Sprachwissenschaft habilitiert.
Von 1961 bis 1962 arbeitete Dressler zunächst als Probelehrer am Piaristengymnasium in Wien und 1962–1964 als Epigraphiker an der Österreichischen Akademie der Wissenschaften. 1964–1969 war er Assistent am Institut für Sprachwissenschaft der Universität Wien. 1970 ging er als Lecturer an die University of California, Los Angeles und 1970–1971 als Associate Professor an die Ohio State University in Columbus. Zahlreiche Gastprofessuren und Vorträge führten ihn im Laufe der Jahre an verschiedene Institutionen in ganz Europa, Nord- und Südamerika und Asien.
1971–2008 war Dressler ordentlicher Universitätsprofessor für Allgemeine und Angewandte Sprachwissenschaft am Institut für Sprachwissenschaft der Universität Wien, 1978–2008 hatte er zusätzlich die Funktion des Institutsvorstands inne.
1979 wurde Dressler zum korrespondierenden Mitglied im Inland und 1992 zum wirklichen Mitglied der philosophisch-historischen Klasse der Österreichischen Akademie der Wissenschaften gewählt. Seit 1989 ist Dressler Obmann der Kommission für Linguistik und Kommunikationsforschung und seit 2010 Stellvertretender Direktor des Instituts für Corpuslinguistik und Texttechnologie der Österreichischen Akademie der Wissenschaften.
Seit 1995 ist er korrespondierendes Mitglied der Florentiner Accademia della Crusca. 2003 wurde er zum auswärtigen Mitglied der Königlich Dänischen Akademie der Wissenschaften und 2004 zum Ehrenmitglied der Ungarischen Akademie der Wissenschaften gewählt. 2005 wurde er als ordentliches Mitglied in die Academia Europaea aufgenommen. Seit 2012 ist er ausländisches Mitglied der Accademia dei Lincei.
Zu Dresslers Forschungsgebieten zählen Textlinguistik, Phonologie, Morphologie, Spracherwerb und Psycholinguistik. Er ist sowohl ein wichtiger Vertreter der Natürlichkeitstheorie als auch bekannt für die Zusammenarbeit mit Robert-Alain de Beaugrande über Textualität.
Wolfgang U. Dressler veröffentlichte bisher über 400 Bücher und Artikel. Seine Einführung in die Textlinguistik (1981, mit Robert de Beaugrande) wurde in zahlreiche Sprachen übersetzt.

## Ehrungen und Auszeichnungen
Im Jahr 2001 erschien eine Festschrift für Dressler in englischer Sprache mit dem Titel Naturally!, zu der viele Kollegen Artikel aus verschiedenen Teilgebieten der Linguistik beitrugen.
2013 wurde Dressler für sein Lebenswerk der Kardinal-Innitzer-Preis verliehen.

## Publikationen (Auswahl)
- Studien zur verbalen Pluralität. Iterativum, Distributivum, Durativum, Intensivum in der allgemeinen Grammatik, im Lateinischen und Hethitischen (= Österreichische Akademie der Wissenschaften. Philosophisch-Historische Klasse. Sitzungsberichte. 259, 1). Böhlau, Graz u. a. 1968, (Zugleich: Wien, Universität, Habilitations-Schrift, 1968).
- Einführung in die Textlinguistik (= Konzepte der Sprach- und Literaturwissenschaft. 13). Niemeyer, Tübingen 1971, ISBN 3-484-22014-7.
- mit Siegfried J. Schmidt: Textlinguistik. Kommentierte Bibliographie (= Kritische Information. 4). Fink, München 1973.
- Grundfragen der Morphonologie (= Österreichische Akademie der Wissenschaften. Philosophisch-Historische Klasse. Sitzungsberichte. 315 = Veröffentlichungen der Kommission für Linguistik und Kommunikationsforschung. 5). Verlag der Österreichischen Akademie der Wissenschaften, Wien 1977, ISBN 3-7001-0209-7.
- Philologie und Aphasiologie. Ein Beitrag zu Theorie und Methodik der Patholinguistik. In: Anzeiger der Philosophisch-Historische Klasse der Österreichischen Akademie der Wissenschaften. Band 120, 1983, S. 269–285, (Auch als Sonderabdruck: (= Sonderabdruck aus dem Anzeiger der Phil.-Hist. Klasse der Österreichischen Akademie der Wissenschaften. 1983, 14, ZDB-ID 30498-0). ebenda 1984).
- als Herausgeber mit Ruth Wodak: Normale und abweichende Texte. Studien zur Bestimmung und Abgrenzung von Textstörungen (= Papiere zur Textlinguistik. 48). Buske, Hamburg 1984, ISBN 3-87118-684-8.
- als Herausgeber: Leitmotifs in natural morphology (= Studies in Language. Companion Series. 10). Benjamins, Amsterdam u. a. 1987, ISBN 90-272-3009-9.
- Semiotische Parameter einer textlinguistischen Natürlichkeitstheorie (= Österreichische Akademie der Wissenschaften. Philosophisch-Historische Klasse. Sitzungsberichte. 529 = Veröffentlichungen der Kommission für Linguistik und Kommunikationsforschung. 21). Verlag der Österreichischen Akademie der Wissenschaften, Wien 1989, ISBN 3-7001-1587-3.
- als Herausgeber mit Ruth Wodak: Fachsprache und Kommunikation. Experten im sprachlichen Umgang mit Laien. Österreichischer Bundesverlag, Wien 1989, ISBN 3-215-07332-3.
- mit Lavinia Merlini Barbaresi: Morphopragmatics (= Trends in Linguistics. Studies and Monographs. 76). Mouton de Gruyter, Berlin u. a. 1994, ISBN 3-11-014041-1.
- mit Robert Foltin: Phonologie und Psychophysiologie (= Österreichische Akademie der Wissenschaften. Philosophisch-Historische Klasse. Sitzungsberichte. 649 = Veröffentlichungen der Kommission für Linguistik und Kommunikationsforschung. 27). Verlag der Österreichischen Akademie der Wissenschaften, Wien 1997, ISBN 3-7001-2673-5.
- als Herausgeber mit Dagmar Bittner, Marianne Kilani-Schoch: Development of Verb Inflection in First Language Acquisition. A Cross-Linguistic Perspective. Mouton de Gruyter, Berlin 2003, ISBN 978-3-11-017823-4.
- mit Marianne Kilani-Schoch: Morphologie naturelle et flexion du verbe français (= Tübinger Beiträge zur Linguistik. 488). Narr, Tübingen 2005, ISBN 3-8233-6161-9.
- als Herausgeber mit Ineta Savickienė: The Acquisition of Diminutives. A cross-linguistic perspective (= Language Acquisition & Language Disorders. 43). Benjamins, Amsterdam u. a. 2007, ISBN 978-90-272-5303-3.